# شب‌های تهران (فیلم ۱۳۷۹)
شب‌های تهران فیلمی به کارگردانی داریوش فرهنگ و نویسندگی تهمینه میلانی محصول سال ۱۳۷۹ است.